# Горбунов, Кирилл Антонович
Кири́лл Анто́нович Горбуно́в (1822, село Владыкино, Чембарский уезд, Пензенская губерния — 8 (20) ноября 1893, Царское Село) — русский живописец и график, последователь «романтического академизма», заметная фигура среди петербургских художников николаевской эпохи; создатель канонических изображений литературного критика Виссариона Белинского, кроме этого оставивший галерею изображений выдающихся современников, также работал как жанрист и иконописец. Академик Императорской Академии художеств (с 1851).

## Биография
Родился в селе Владыкине Пензенской губернии (ныне в Каменском районе Пензенской области) и был крепостным помещиков Владыкиных. Был отправлен в Москву, где в 1836—1840 годах учился живописи в Московском художественном классе под руководством братьев Василия и Алексея Добровольских, Ивана Дурнова и Карла Рабуса. Окончив Московский художественный класс, Кирилл Горбунов по рекомендации Николая Гоголя уехал в Петербург, где стал заниматься у Карла Брюллова. Именно Брюллов совместно с Василием Жуковским, Владимиром Одоевским и Михаилом Орловым добились получения для Горбунова «вольной», после чего в апреле 1841 года он смог поступить в Академию художеств и на правах вольноприходящего воспитанника продолжил обучение у Брюллова.
В сентябре 1843 года за живопись с натуры был награждён второй серебряной медалью. В 1846 году, по окончании академии, получил звание свободного (неклассного) художника. В 1851 году за портрет профессора А. Т. Маркова получил звание академика портретной живописи.
Работал преимущественно как портретист. Создал портреты Виссариона Белинского, Александра Герцена, Николая Огарёва, Тимофея Грановского, Михаила Лермонтова, Николая Гоголя, Ивана Тургенева, Николая Станкевича, Михаила Щепкина, Алексея Кольцова, Василия Боткина, Ивана Панаева, Владимира Одоевского, Павла Анненкова, Михаила Бакунина и многих других.
Преподавал живопись в Смольном институте (1851—1888), в Александровском училище и частных учебных заведениях. В эти годы написаны: «Цыганка», «Возвращение с полевых работ», портреты Петра I, Александра II, Александра III.
Принимал участие в росписи храма Христа Спасителя в Москве, Александровского собора в Вятке, церкви Знамения в Царском Селе. Участвовал в написании икон для иконостаса соборного храма Почаевского монастыря, приблизительно в июне 1861 года.
Основные работы хранятся в Русском музее в Санкт-Петербурге и Третьяковской галерее в Москве.
Имел награды: орден Святой Анны 2-й степени (1883).

## Галерея

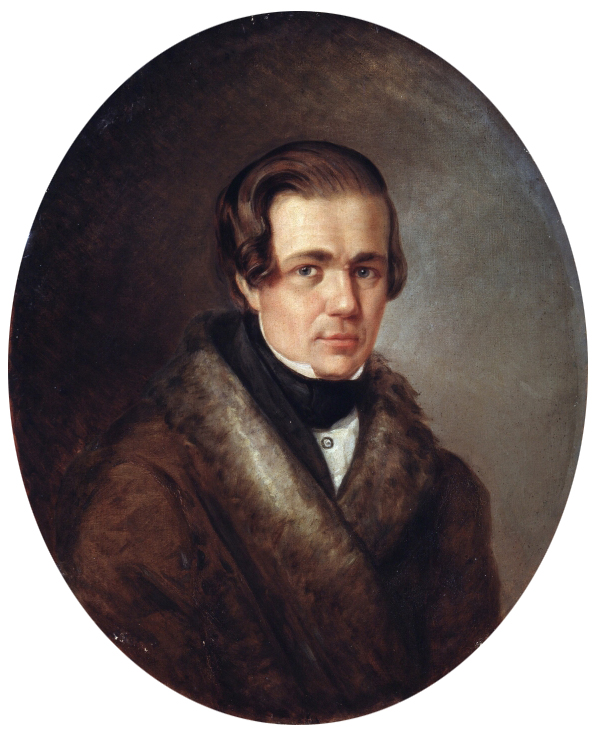
Портрет А. В. Кольцова, 1838
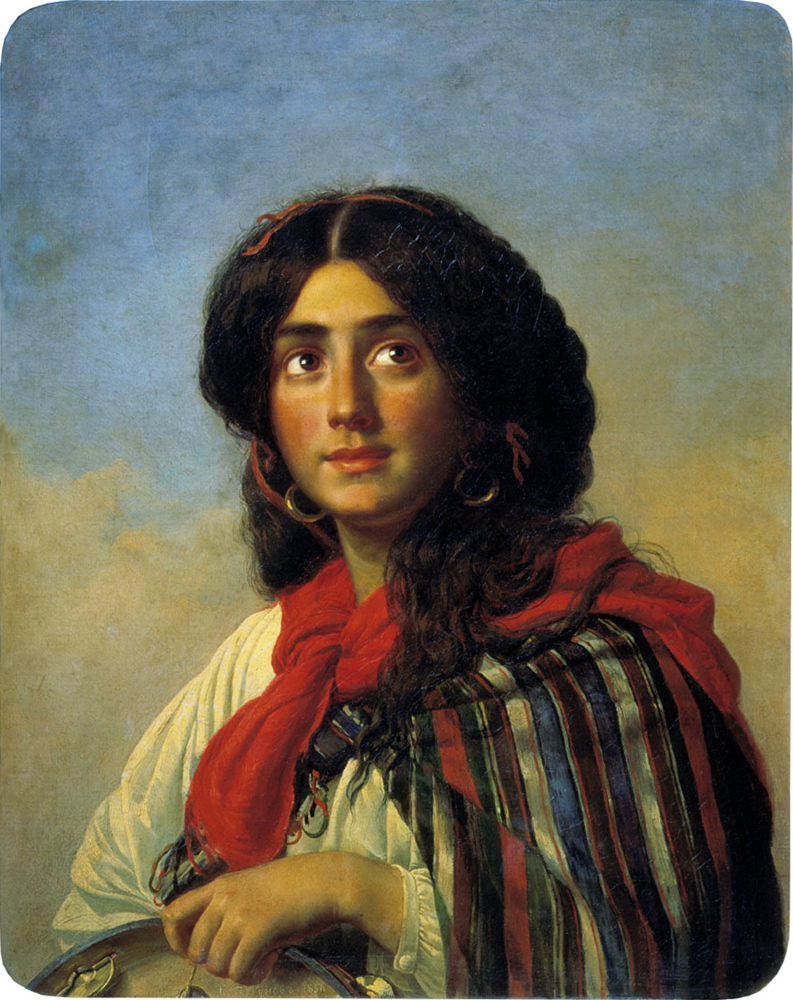
Портрет цыганки, 1851
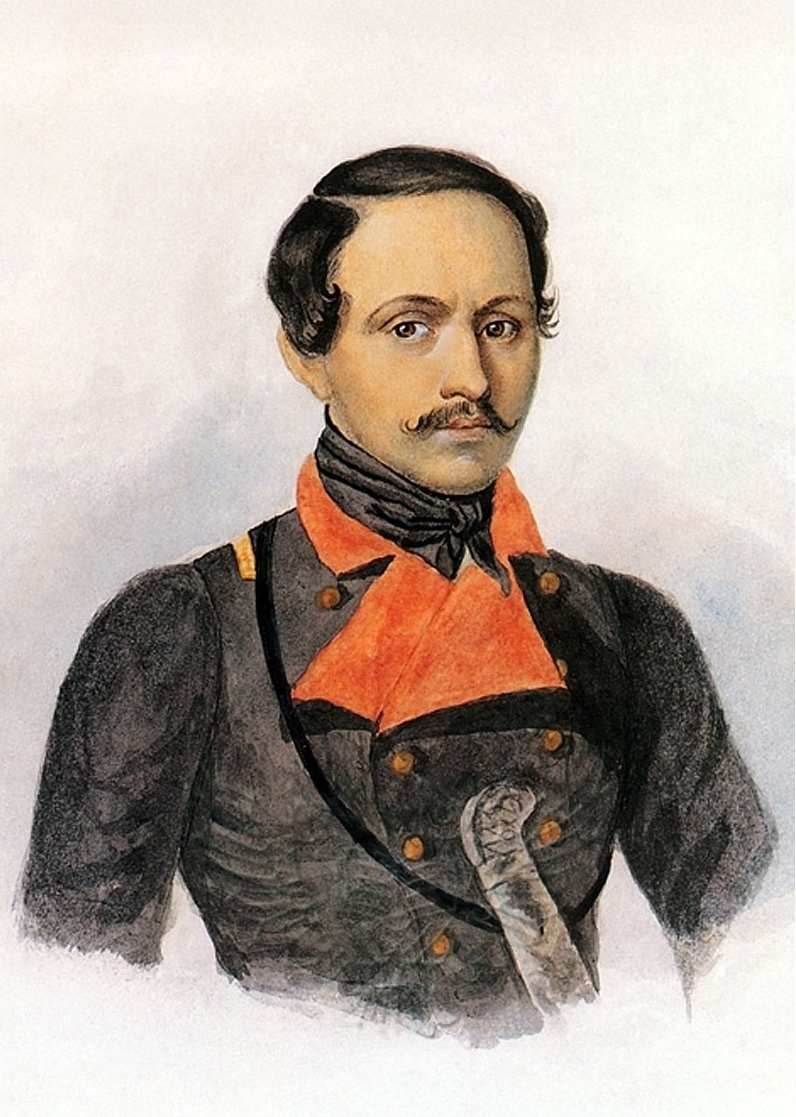
Портрет М. Ю. Лермонтова, 1841
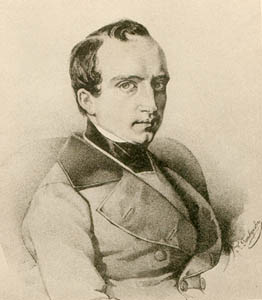
Портрет В. Ф. Одоевского
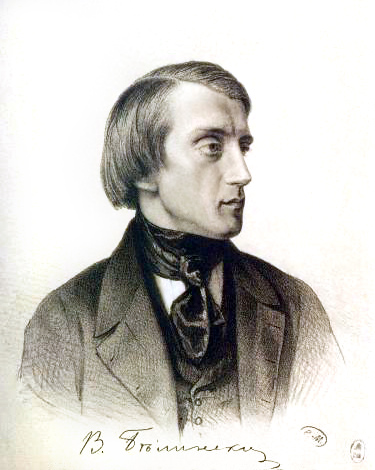
Портрет В. Г. Белинского
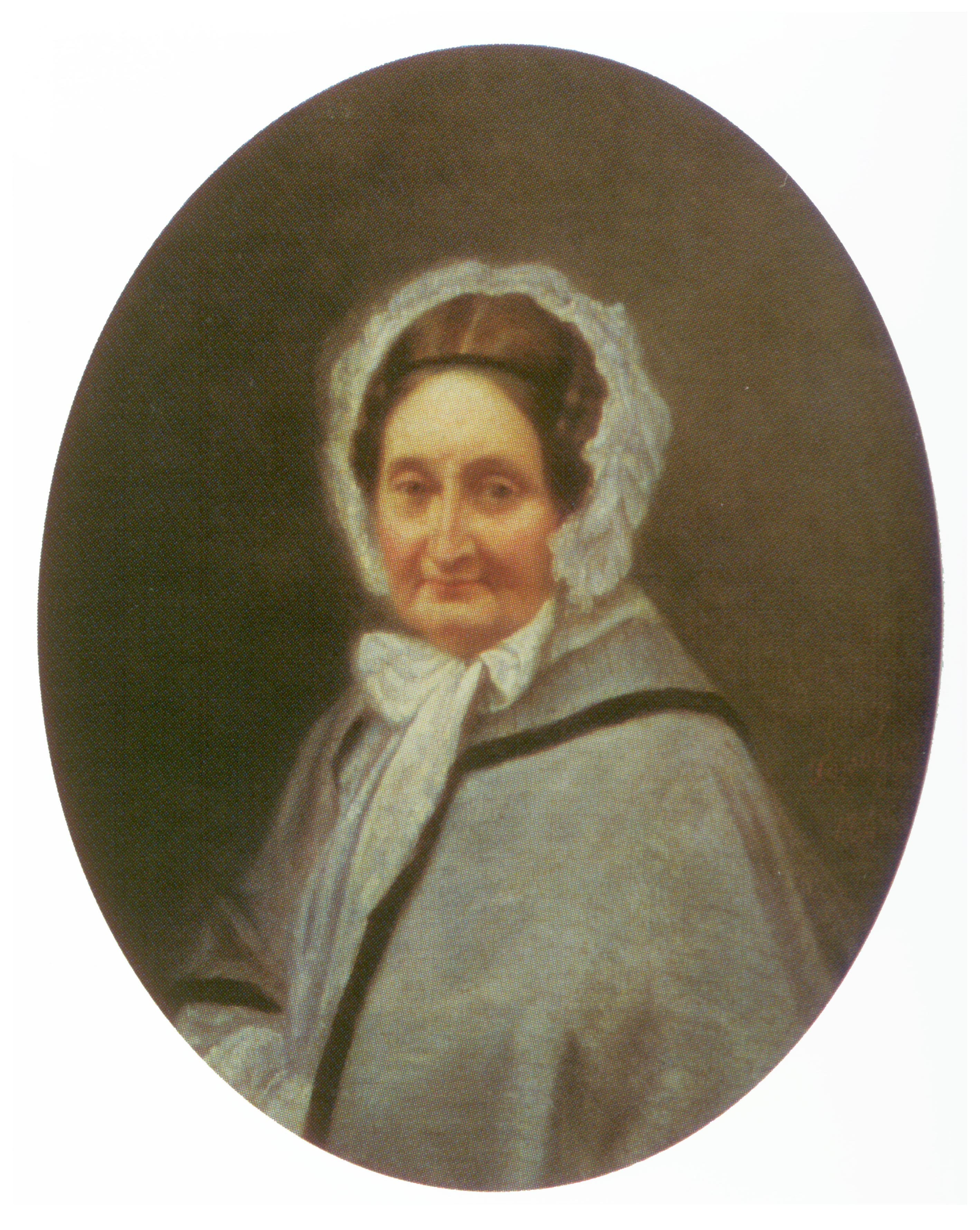
Портрет Е. П. Полторацкой, 1869